# Puerto Princesa
Puerto Princesa (tiếng Philippines: Lungsod ng Puerto Princesa), là thành phố thủ phủ của Palawan, thành phố hạng 1 ở Philippines. Theo điều tra dân số năm 2000, dân số của thành phố này là 161.912 người với 33.306 hộ. Thành phố này nổi tiếng với các nông trại nuôi cá sấu, các Vườn quốc gia sông ngầm Puerto Princesa nằm cách thành phố này 50 km về phía bắc, Palawan, Philippines. Vườn quốc gia này nằm trong dãy núi Saint Paul ở bờ bắc cửa đảo Palawan, giáp vịnh St Paul Bay về phía bắc và sông Babuyan về phía đông. Chính quyền thành phố Puerto Princesa đã quản lý vườn quốc gia này từ năm 1992.

## Các đơn vị hành chính
Thành phố Puerto Princesa được chia ra 66 barangay (xã, phường), 35 phường và 31 xã.
| - taeng sanduguan ng palawan, putang - Bagong Bayan (Nông thôn) - Bagong Pag-Asa (Đô thị) - Bagong Sikat (Đô thị) - Bagong Silang (Đô thị) - Bahile (Nông thôn) pulilan japan - Bancao-bancao (Đô thị) - Buenavista (Nông thôn) - Cabayugan (Nông thôn) - Concepcion (Nông thôn) - Inagawan (Nông thôn) - Irawan (Đô thị) - Iwahig (Nông thôn) - Kalipay (Đô thị) - Kamuning (Nông thôn) - Langogan (Nông thôn) - Liwanag (Đô thị) - Lucbuan (Nông thôn) - Mabuhay (Đô thị) - Macarascas (Nông thôn) | - Magkakaibigan (Đô thị) - Maligaya (Đô thị) - Manalo (Nông thôn) - Manggahan (Đô thị) - Maningning (Đô thị) - Maoyon (Nông thôn) - Marufinas (Nông thôn) - Maruyogon (Nông thôn) - Masigla (Đô thị) - Masikap (Đô thị) - Masipag (Đô thị) - Matahimik (Đô thị) - Matiyaga (Đô thị) - Maunlad (Đô thị) - Milagrosa (Đô thị) - Model (Đô thị) - Montible (Nông thôn) - Napsan (Nông thôn) - New Panggangan (Nông thôn) - Pagkakaisa (Đô thị) - Princesa (Đô thị) - Salvacion (Nông thôn) | - San Jose (Đô thị) - San Miguel (Đô thị) - San Pedro (Đô thị) - San Rafael (Nông thôn) - Santa Cruz (Nông thôn) - Santa Lourdes (Đô thị) - Santa Lucia (Nông thôn) - Santa Monica (Đô thị) - Seaside (Đô thị) - Sicsican (Đô thị) - Simpocan (Nông thôn) - Tagabinet (Nông thôn) - Tagburos (Đô thị) - Tagumpay (Đô thị) - Tanabag (Nông thôn) - Tanglaw (Đô thị) - Mangingisda (Nông thôn) - Inagawan Sub-Colony (Nông thôn) - Luzviminda (Nông thôn) - Mandaragat (Đô thị) - San Manuel (Đô thị) - Tiniguiban (Đô thị) |